# 加斯东·蒂贝
加斯东·蒂贝（法語：Gaston Thubé，1876年10月16日—1974年6月22日），生于沙托布里扬，法国男子帆船运动员。他曾代表法国参加1912年夏季奥林匹克运动会帆船比赛，获得一枚金牌。